# Municipio de Riley (condado de St. Clair)
El municipio de Riley (en inglés: Riley Township) es un municipio ubicado en el condado de St. Clair en el estado estadounidense de Míchigan. En el año 2010 tenía una población de 3353 habitantes y una densidad poblacional de 33,78 personas por km².

## Geografía
El municipio de Riley se encuentra ubicado en las coordenadas 42°56′52″N 82°48′25″O / 42.94778, -82.80694. Según la Oficina del Censo de los Estados Unidos, el municipio tiene una superficie total de 99.25 km², de la cual 99,01 km² corresponden a tierra firme y (0,24 %) 0,24 km² es agua.

## Demografía
Según el censo de 2010, había 3353 personas residiendo en el municipio de Riley. La densidad de población era de 33,78 hab./km². De los 3353 habitantes, el municipio de Riley estaba compuesto por el 96,48 % blancos, el 0,54 % eran afroamericanos, el 0,36 % eran amerindios, el 0,42 % eran asiáticos, el 0,75 % eran de otras razas y el 1,46 % eran de una mezcla de razas. Del total de la población el 2,27 % eran hispanos o latinos de cualquier raza.